# Włóczyska
Włóczyska (deutsch Vierzighuben) ist ein Ort in der polnischen Woiwodschaft Ermland-Masuren. Er gehört zur Stadt-und-Land-Gemeinde Młynary im Powiat Elbląski (Kreis Elbing).

## Geographische Lage
Włóczyska liegt im Nordwesten der Woiwodschaft Ermland-Masuren, 16 Kilometer südlich der ehemaligen Kreisstadt Braunsberg (polnisch Braniewo) bzw. 20 Kilometer nordöstlich der heutigen Kreismetropole Elbląg (Elbing).

## Geschichte
Das Dorf Viertzighuben, nach 1785 Vierzighuben, kam im Jahre 1874 zum neu gebildeten Amtsbezirk Rautenberg im ostpreußischen Kreis Braunsberg, Regierungsbezirk Königsberg. Im Jahre 1910 zählte das Dorf 248 Einwohner.
Am 30. September 1928 vergrößerte sich die Landgemeinde Vierzighuben um den Gutsbezirk Dittersdorf (polnisch Krzywiec), der eingegliedert wurde. Die Einwohnerzahlen von Vierzighuben beliefen sich 1933 auf 272 und 1939 auf 259.
Nach der Abtretung des gesamten südlichen Ostpreußen 1945 in Kriegsfolge an Polen erhielt Vierzighuben die polnische Namensform „Włóczyska“. Heute ist das Dorf eine Ortschaft innerhalb der Gmina Młynary (Stadt-und-Land-Gemeinde Mühlhausen i. Ostpr.) im Powiat Elbląski (Kreis Elbing), von 1975 bis 1998 der Woiwodschaft Elbląg, seither der Woiwodschaft Ermland-Masuren zugehörig.

## Religion
Włóczyska gehört heute wie bereits Vierzighuben vor 1945 zur römisch-katholischen Pfarrei in Błudowo (Bludau), jetzt dem Erzbistum Ermland zugeordnet. Bis 1945 war Vierzighuben außerdem in die evangelische Kirche Frauenburg in der Kirchenprovinz Ostpreußen der Kirche der Altpreußischen Union eingepfarrt. Heute gehören die evangelischen Einwohner von Włóczyska zur Evangelisch-Augsburgischen Kirche in Polen.

## Verkehr
Włóczyska liegt an der verkehrsreichen Woiwodschaftsstraße 505, die von Frombork (Frauenburg) über Młynary (Mühlhausen i. Ostpr.) bis nach Pasłęk (Preußisch Holland) führt und dabei bei Błudowo (Bludau) die Schnellstraße S 22 (ehemalige deutsche Reichsautobahn Berlin–Königsberg, „Berlinka“) mit der Anschlussstelle  „Frombork“ kreuzt. Eine Bahnanbindung existiert nicht.